# Franz Georg von Glasenapp

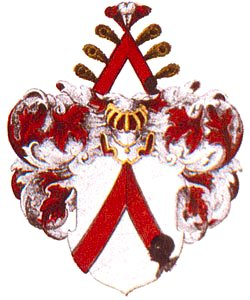
Herb rodu von Glasenapp

Franz Georg von Glasenapp (ur. 18 stycznia 1857 w Łobzie, zm. 15 sierpnia 1914 w Poczdamie) – pruski generał porucznik, dowódca niemieckich oddziałów kolonialnych w Naczelnym Dowództwie Sił Ochrony (Oberkommando der Schutztruppen), kawaler Orderu Orła Czerwonego. Od roku 1874 pełnił służbę wojskową w armii pruskiej. 

## Rodzina
Franz Georg (George Emil Wilhelm Franz) wywodził się z pomorskiego rodu szlacheckiego von Glasenapp, którego początki sięgają XIII w. Nazwisko to pojawia się po raz pierwszy na Pomorzu w dokumencie wystawionym w dniu 5 kwietnia 1287 roku, przez biskupa kamieńskiego Hermana von Gleichen. Dokument dotyczy nadania mieszczanom kołobrzeskim połowy gruntów we wsi Niekanin, które wcześniej należały do Wilhelma von Glasenapp i jego synów Luberta (Lubbona) i Bertolda. Ojciec i matka generała wywodzili się z rodu von Glasenapp. Ojcem generała był Friedrich George Julius von Glasenapp (1819–1891), a matką Carolina Emma Therese von Glasenapp (1824–1898). Generał miał siostrę, Willi Maria Agnes Franziska Emilie (1855–1898), która zmarła w tym samym roku co jej matka. W roku 1891 Franz poślubił Margarethe Calandrelli z którą nie miał dzieci.

## Kariera wojskowa
Przebieg kariery wojskowej:
- 1874 – wstąpił do wojska w Kołobrzegu (Colbergsche Grenadier-Regiment „Graf Gneisenau“ (2. Pommersches) Nr. 9)
- 1874–1908, oficer piechoty
- 1884–1887, pobyt szkoleniowy w Chinach
- 1900–1901, udział w kampanii w Chinach (Powstanie bokserów)
- 1902–1908, dowódca batalionu morskiego
- 1904–udział w kampanii w niemieckiej Afryce (Ludobójstwo Herero i Namaqua)[4]
- 1908 – inspektor piechoty morskiej.

## Ordery i odznaczenia
Odznaczenia Franza Georga von Glasenappa to między innymi:
- Order Orła Czerwonego III klasy ze wstęgą i mieczemi
- Order Królewski Korony III klasy z mieczami
- Kawaler I klasy Orderu Lwa Zeryngeńskiego z mieczami (Badenia)
- Kawaler Orderu Zasługi Wojskowej z mieczami (Bawaria)
- Krzyż Zasługi Wojskowej II klasy (Meklemburgia)
- Komandor II klasy Orderu Domowego i Zasługi Księcia Piotra Fryderyka Ludwika z mieczami (Oldenburg)
- Kawaler Orderu Domowego i Zasługi Księcia Piotra Fryderyka Ludwika z mieczami (Oldenburg)
- Kawaler Orderu Alberta z dekoracją wojenną (Saksonia)
- Komandor Orderu Sokoła Białego (Saksonia)
- Order Podwójnego Smoka III klasy I stopnia (Chiny)
- Złote Promienie z Rozetą Orderu Wschodzącego Słońca (Japonia)